# Luigi Bartesaghi
Luigi Bartesaghi (* 14. Oktober 1932 in Mandello del Lario, Italien; † 10. November 2022 in Lecco, Italien) war ein kanadischer Radrennfahrer.

## Sportliche Laufbahn
Luigi Bartesaghi wurde in Mandello del Lario, Italien geboren und zog 1951 nach Montreal in Kanada. Als Mitglied des Union Sports Italian Club konnte er sich für die Olympischen Sommerspiele 1960 in Rom qualifizieren. In seinem Geburtsland trat er wie auch Alessandro Messina für Kanada an. Bartesaghi konnte jedoch das Straßenrennen nicht beenden. Kurz darauf zog er wieder nach Italien, wo er bis zu seinem Tod lebte.